# Färlevfjorden

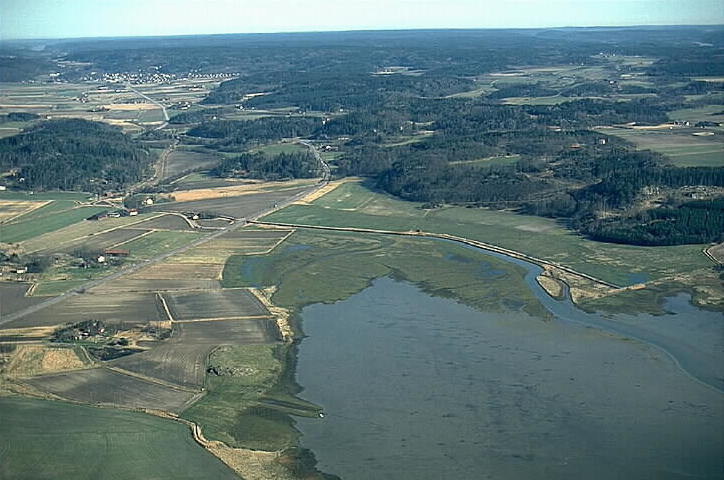
Flygfoto över den innersta delen av Färlevfjorden vid Färlev.

Färlevfjorden är en bifjord till Gullmarn i mellersta Bohuslän. Fjordsystemet bildades genom att en förkastningsspricka uppstod i urberget och utgör en gränszon mellan gnejsområdet i söder och granitområdet i norr. Naturformerna varierar mellan branta klippor, som stupar rätt ner i fjorden, och flackare strandpartier med betesängar och sandstränder. Gullmarn delar upp sig i Färlevfjorden, Saltkällefjorden och Skredsviken vid öarna Stora Bornö och Lilla Bornö. I fjorden finns ön Ladholmen. Färlevfjorden sträcker sig förbi byarna Barkedal, Sämstad och Lingatan och ligger mellan Lysekils kommun i väst och Munkedals kommun i öst.

Södra delen av Färlevfjorden på vintern, sedd från Sämstad